# 法蘭克·貝登堡
法蘭西斯·史密斯·貝登堡（英語：Francis Smyth  Baden-Powell，1850年7月29日—1933年），貝登·鮑威爾教授與亨莉艾塔·葛瑞絲·史密斯（Henrietta Grace Smyth）的第三個兒子；他的父親與第二任妻子育有貝登·亨利·鮑威爾。
法蘭克的其中兩個哥哥為瓦靈頓·貝登堡與喬治·貝登堡，弟弟為羅伯特·貝登堡與貝登·貝登堡。另外他有一位哥哥奧古斯都（Augustus，1849年5月－1863年3月）13歲早逝，以及一位妹妹艾格妮絲·貝登堡。

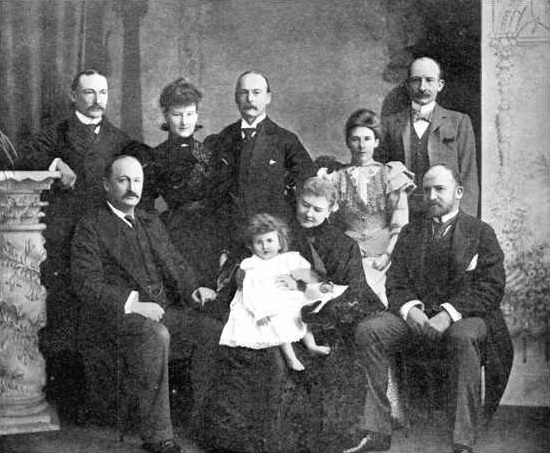
貝登堡家族照；後排站立者由左至右為：貝登·貝登堡、艾格妮絲·貝登堡；法蘭克·貝登堡與羅伯特·貝登堡；前排坐椅者為喬治·貝登堡、亨莉艾塔·葛瑞絲·史密斯與她的一個孫女、瓦靈頓·貝登堡。

法蘭克於牛津大學貝利奧爾學院畢業後，隨即在內殿律師學院獲得律師資格。但他選擇加入英國陸軍，軍階中尉，於第一次蘇丹戰爭（1884年－1885年）加入駱駝軍團參與戰鬥。該駱駝軍團是因尼羅河遠征而成立。該軍團分別由擲彈衛隊第一、第二與第三營，科爾德斯特里姆衛隊第一與第二營，以及蘇格蘭衛隊第一與第二營組成，共有23名軍官與400名士兵。
1902年，法蘭克來到南非梅富根，目睹他哥哥羅伯特的勝利場景；他也去探望當地慈善修女會的修女們。
1902年，法蘭克於聖保羅座堂迎娶紐西蘭籍佛羅倫斯·瓦特，並於同年進行環遊世界蜜月旅行。1914年10月17日，佛羅倫斯過世於倫敦。法蘭克夫婦育有一名小孩羅伯特·哈羅德·「巴比」·貝登堡（Robert Harold "Bobby" Baden-Powell），1903年11月11日出生。